# Records d'Europe juniors d'athlétisme

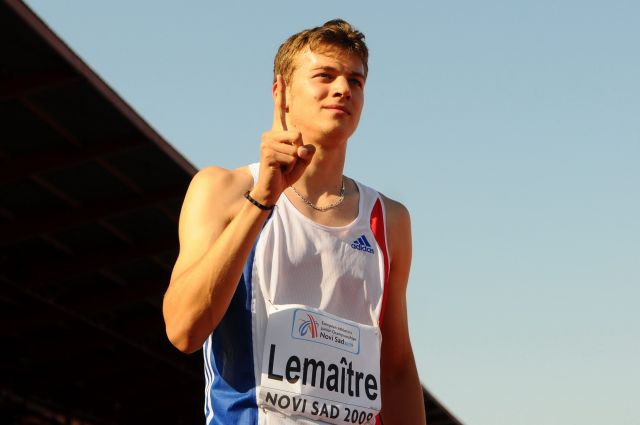
Christophe Lemaitre en 2009 à Novi Sad après avoir battu le record d'Europe junior du 100 m.

Les records d'Europe juniors d'athlétisme sont régis par l'Association européenne d'athlétisme (AEA). Ils constituent les meilleures performances européennes des athlètes âgés de moins de vingt ans (U20).
À partir du 1er janvier 2024, World Athletics introduit le nouveau terme « piste courte » (« short track » en anglais) en remplacement du terme « en salle » (« indoor ») pour décrire les compétitions et les performances dont les courses se déroulent sur une piste de 200 m, traditionnellement dans une salle mais également en extérieur.

## Records d'Europe juniors

### Hommes
| Discipline                 | Performance | Athlète                                                               | Compétition                             | Lieu             | Date              | Réf.   |
| -------------------------- | --- | --------------------------------------------------------------------- | --------------------------------------- | ---------------- | ----------------- | ------ |
| 60 m                       | 6 s 51 (WJR) | Mark Lewis-Francis                                                    | Championnats du monde en salle          | Lisbonne         | 11 mars 2001      | [ 2 ]  |
| 100 m                      | 10 s 04 | Christophe Lemaitre                                                   | Championnats d'Europe juniors           | Novi Sad         | 24 juillet 2009   | [ 3 ]  |
| 200 m                      | 19 s 96 | Blessing Afrifah                                                      | Championnats du monde U20               | Cali             | 4 août 2022       | [ 4 ]  |
| 200 m piste courte         | 20 s 80 | Marek Zakrzewski                                                      |                                         | Luxembourg       | 21 janvier 2024   | [ 5 ]  |
| 400 m                      | 45 s 01 | Thomas Schönlebe                                                      |                                         | Berlin-Est       | 15 juillet 1984   |        |
| 400 m piste courte         | 46 s 16 | Edward Faulds                                                         |                                         | Birmingham       | 19 février 2022   |        |
| 800 m                      | 1 min 44 s 14 | Max Burgin                                                            | Golden Spike                            | Ostrava          | 19 mai 2021       | [ 6 ]  |
| 800 m piste courte         | 1 min 46 s 89 | Kacper Lewalski                                                       |                                         | Toruń            | 22 février 2022   |        |
| 1 000 m                    | 2 min 14 s 37 (WJR) | Niels Laros                                                           | Fanny Blankers-Koen Games               | Hengelo          | 7 juillet 2024    | [ 7 ]  |
| 1 000 m piste courte       | 2 min 22 s 98 | Nils Schumann                                                         |                                         | Erfurt           | 5 février 1997    |        |
| 1 500 m                    | 3 min 29 s 54 | Niels Laros                                                           | Jeux olympiques                         | Saint-Denis      | 6 août 2024       | [ 8 ]  |
| 1 500 m piste courte       | 3 min 36 s 02 (WJR) | Jakob Ingebrigtsen                                                    | PSD Bank Meeting                        | Düsseldorf       | 20 février 2019   | [ 9 ]  |
| Mile                       | 3 min 48 s 93 | Niels Laros                                                           | Prefontaine Classic                     | Eugene           | 16 septembre 2023 | [ 10 ] |
| Mile piste courte          | 4 min 03 s 88 | Lukas Verzbicas                                                       |                                         | Boston           | 5 février 2011    |        |
| 3 000 m                    | 7 min 43 s 20 | Ari Paunonen                                                          | Meeting ASV                             | Cologne          | 22 juin 1977      |        |
| 3 000 m piste courte       | 7 min 51 s 20 | Jakob Ingebrigtsen                                                    | Championnats d'Europe en salle          | Glasgow          | 1er mars 2019     |        |
| 5 000 m                    | 13 min 02 s 03 | Jakob Ingebrigtsen                                                    | London Grand Prix                       | Londres          | 20 juillet 2019   |        |
| 5 000 m piste courte       | 14 min 06 s 78 | Lukas Verzbicas                                                       |                                         | New York         | 11 mars 2011      |        |
| 10 000 m                   | 28 min 11 s 71 | Abdullahi Dahir Rabi                                                  | Night of Highlights                     | Oslo             | 13 avril 2022     | [ 12 ] |
| 3 000 m steeple            | 8 min 29 s 12 | Axel Vang Christensen                                                 | Trond Mohn Games                        | Bergen           | 8 juin 2022       | [ 13 ] |
| 60 m haies (99)            | 7 s 34 (WJR) | Sasha Zhoya                                                           | Championnats de France juniors en salle | Miramas          | 22 février 2020   |        |
| 110 m haies (99 cm)        | 12 s 72 (WJR) | Sasha Zhoya                                                           | Championnats du monde juniors           | Nairobi          | 21 août 2021      | [ 14 ] |
| 400 m haies                | 48 s 74 | Vladimir Budko                                                        | Jeux de l'Amitié (1984)                 | Moscou           | 18 août 1984      | [ 15 ] |
| Saut en hauteur            | 2,37 m (WJR) | Dragutin Topić                                                        | Championnats du monde juniors           | Plovdiv          | 12 août 1990      | [ 16 ] |
| Saut en hauteur            | 2,37 m (WJR) | Steve Smith                                                           | Championnats du monde juniors           | Séoul            | 20 septembre 1992 | [ 17 ] |
| Saut à la perche           | 6,05 m (WJR) | Armand Duplantis                                                      | Championnats d'Europe                   | Berlin           | 12 août 2018      | [ 18 ] |
| Saut en longueur           | 8,38 m (WJR) | Mattia Furlani                                                        | Championnats d'Europe                   | Rome             | 8 juin 2024       | [ 19 ] |
| Triple saut                | 17,50 m (WJR) | Volker Mai                                                            |                                         | Erfurt           | 23 juin 1985      |        |
| Lancer du poids (6 kg)     | 22,73 m | David Storl                                                           |                                         | Osterode am Harz | 15 juillet 2009   | [ 20 ] |
| Lancer du disque (1,75 kg) | 71,37 m (WJR) | Mika Sosna                                                            | SoleCup                                 | Schönebeck       | 10 juin 2022      | [ 21 ] |
| Lancer du marteau (6 kg)   | 84,73 m | Mykhaylo Kokhan                                                       | Championnats d'Europe juniors           | Borås            | 19 juillet 2019   |        |
| Lancer du javelot          | 84,98 m | György Herczeg                                                        |                                         | Eisenstadt       | 26 juillet 2023   | [ 22 ] |
| Décathlon                  | 8 514 points (WJR) | Hubert Trościanka                                                     | Championnats d'Europe juniors           | Tampere          | 8 août 2025       |        |
| Décathlon                  | 10 s 74 (-0,7 m/s) (100 m), 7,20 m (+0,3 m/s) (longueur), 15,48 m (poids 6 kg), 1,94 m (hauteur), 46 s 21 (400 m) 14 s 23 (-2,0 m/s) (110 m haies 99 cm), 43,36 m (disque 1,75 kg), 4,80 m (perche), 68,97 m (javelot), 4 min 28 s 59 (1 500 m) |                                                                       |                                         |                  |                   |        |
| Heptathlon junior          | 6 062 pts | Jente Hauttekeete                                                     |                                         | Francfort        | 14 février 2021   | [ 23 ] |
| 10 000 m marche (piste)    | 38 min 46 s 4 (WJR) | Viktor Burayev                                                        |                                         | Moscou           | 19 mai 2000       |        |
| 10 km marche (route)       | 38 min 28 | Stanislav Emelyanov                                                   | Challenge IAAF                          | Saransk          | 19 septembre 2009 | [ 24 ] |
| Relais 4 × 100 mètres      | 38 s 90 | Pologne Dominik Łuczyński Patryk Krupa Jakub Pietrusa Oliwer Wdowik   | Championnats du monde juniors           | Nairobi          | 22 août 2021      | [ 25 ] |
| Relais 4 × 400 mètres      | 3 min 4 s 05 | Italie Klaudio Gjetja Andrea Romani Alessandro Sibilio Edoardo Scotti | Championnats du monde juniors           | Tampere          | 15 juillet 2018   | [ 26 ] |

### Femmes
| Discipline              | Performance | Athlète                                                                | Compétition                         | Lieu            | Date              | Réf.   |
| ----------------------- | --- | ---------------------------------------------------------------------- | ----------------------------------- | --------------- | ----------------- | ------ |
| 60 m                    | 7 s 07 (WJR) | Ewa Swoboda                                                            | Copernicus Cup                      | Toruń           | 12 février 2016   | [ 27 ] |
| 100 m                   | 10 s 88 (+2,0 m/s) | Marlies Oelsner                                                        | Championnats de RDA                 | Dresde          | 1er juillet 1977  | [ 28 ] |
| 200 m                   | 22 s 19 (+1,5 m/s) | Natalya Bochina                                                        | Jeux olympiques                     | Moscou          | 30 juillet 1980   |        |
| 200 m piste courte      | 23 s 15 | Dina Asher-Smith                                                       | Championnats d'Angleterre juniors   | Sheffield       | 2 mars 2014       | [ 29 ] |
| 400 m                   | 49 s 42 | Grit Breuer                                                            | Championnats du monde               | Tokyo           | 27 août 1991      |        |
| 400 m piste courte      | 52 s 37 | Ella Räsänen                                                           | Championnats d'Europe en salle      | Göteborg        | 1er mars 2013     | [ 30 ] |
| 800 m                   | 1 min 55 s 88 | Keely Hodgkinson                                                       | Jeux olympiques                     | Tokyo           | 3 août 2021       | [ 31 ] |
| 800 m piste courte      | 1 min 59 s 03 | Keely Hodgkinson                                                       |                                     | Vienne          | 30 janvier 2021   | [ 33 ] |
| 1 000 m                 | 2 min 34 s 89 | Audrey Werro                                                           | Meeting Nikaïa                      | Nice            | 17 juin 2023      | [ 34 ] |
| 1 000 m piste courte    | 2 min 41 s 79 | Delia Sclabas                                                          | Championnats de Suisse U20 en salle | Macolin         | 24 février 2019   | [ 35 ] |
| 1 500 m                 | 4 min 04 s 24 | Nelya Neporadna                                                        | Championnats du monde               | Paris           | 29 août 2003      | [ 36 ] |
| 1 500 m piste courte    | 4 min 8 s 38 | Konstanze Klosterhalfen                                                | Meeting de Karlsruhe                | Karlsruhe       | 6 février 2016    | [ 37 ] |
| Mile                    | 4 min 17 s 57 | Zola Budd                                                              | Weltklasse                          | Zurich          | 21 août 1985      | [ 38 ] |
| Mile piste courte       | 4 min 29 s 31 | Sofia Thogersen                                                        | Czech Indoor Meeting                | Ostrava         | 30 janvier 2024   | [ 39 ] |
| 3 000 m                 | 8 min 28 s 83 | Zola Budd                                                              | Golden Gala                         | Rome            | 7 septembre 1985  | [ 40 ] |
| 3 000 m piste courte    | 8 min 40 s 05 (en attente d'homologation)                                                                                              | Innes FitzGerald                                                       |                                     | Ostrava         | 4 février 2025    |        |
| 3 000 m piste courte    | 8 min 50 s 26 | Sofia Thøgersen                                                        | Metz Moselle Athleor                | Metz            | 3 février 2024    | [ 41 ] |
| 5 000 m                 | 14 min 48 s 07 | Zola Budd                                                              |                                     | Londres         | 26 août 1985      |        |
| 5 000 m piste courte    | 16 min 27 s 69 | Yuliya Stashkiv                                                        |                                     | Fayetteville AR | 14 février 2002   |        |
| 10 000 m                | 31 min 40 s 42 | Annemari Sandell                                                       | Jeux olympiques                     | Atlanta         | 27 juillet 1996   |        |
| 3 000 m steeple         | 9 min 32 s 74 | Gesa Felicitas Krause                                                  | Championnats du monde               | Daegu           | 30 août 2011      | [ 42 ] |
| 60 m haies              | 8 s 00 | Klaudia Siciarz                                                        | Championnats de Pologne en salle    | Toruń           | 18 février 2017   | [ 43 ] |
| 100 m haies             | 12 s 85 (+2,0 m/s) | Elvira Herman                                                          | Championnats du monde juniors       | Bydgoszcz       | 24 juillet 2016   | [ 44 ] |
| 400 m haies             | 55 s 46 | Ionela Tîrlea                                                          | Championnats du monde               | Göteborg        | 11 août 1995      |        |
| Saut en hauteur         | 2,04 m | Yaroslava Mahuchikh                                                    | Championnats du monde               | Doha            | 30 septembre 2019 |        |
| Saut à la perche        | 4,71 m (WJR) | Wilma Murto                                                            |                                     | Deux-Ponts      | 31 janvier 2016   | [ 45 ] |
| Saut en longueur        | 7,14 m (+1,1 m/s) | Heike Daute                                                            |                                     | Bratislava      | 4 juin 1983       |        |
| Triple saut             | 14,62 m (+1,0 m/s) | Teresa Marinova                                                        | Championnats du monde juniors       | Sydney          | 25 août 1996      |        |
| Lancer du poids         | 20,54 m | Astrid Kumbernuss                                                      |                                     | Orimattila      | 1er juillet 1989  |        |
| Lancer du disque        | 74,40 m | Ilke Wyludda                                                           |                                     | Berlin          | 13 septembre 1988 |        |
| Lancer du marteau       | 73,43 m | Silja Kosonen                                                          | Championnats de Finlande            | Vaasa           | 28 juin 2021      | [ 46 ] |
| Lancer du javelot       | 63,52 m | Adriana Vilagoš                                                        | Championnats du monde U20           | Cali            | 2 août 2022       | [ 47 ] |
| Heptathlon              | 6 542 pts | Carolina Klüft                                                         | Championnats d'Europe               | Munich          | 9-10 août 2002    | [ 48 ] |
| Heptathlon              | 13 s 33 (100 m haies), 1,89 m (hauteur), 13,16 m (poids), 23 s 71 (200 m), 6,36 m (longueur), 47,61 m (javelot), 2 min 17 s 99 (800 m) |                                                                        |                                     |                 |                   |        |
| Pentathlon piste courte | 4 542 pts (WJR) | Alina Shukh                                                            |                                     | Tallinn         | 4 février 2017    |        |
| Pentathlon piste courte | 8 s 98 (60 m haies), 1,89 m (hauteur), 13,81 m (poids), 6,12 m (longueur), 2 min 16 s 84 (800 m)                                       |                                                                        |                                     |                 |                   |        |
| 10 000 m marche (piste) | 42 min 47 s 25 | Anežka Drahotová                                                       |                                     | Eugene          | 23 juillet 2014   |        |
| 10 km marche (route)    | 42 min 44 s | Tatyana Kalmykova                                                      | Coupe du monde de marche            | Tcheboksary     | 10 mai 2008       | [ 49 ] |
| Relais 4 × 100 mètres   | 43 s 27 | Allemagne Katrin Fehm Keshia Kwadwo Sophia Junk Jennifer Montag        | Championnats d'Europe juniors       | Grosseto        | 23 juillet 2017   | [ 50 ] |
| Relais 4 × 400 mètres   | 3 min 28 s 39 | Allemagne de l'Est Manuela Derr Stefanie Fabert Anke Wöhlk Grit Breuer | Championnats du monde juniors       | Sudbury         | 31 juillet 1988   |        |